# Hector e la ricerca della felicità
Hector e la ricerca della felicità (Hector and the Search for Happiness) è un film del 2014 diretto da Peter Chelsom.
La pellicola, con protagonista Simon Pegg, è l'adattamento cinematografico del romanzo Il viaggio di Hector o la ricerca della felicità (Le voyage d'Hector ou la recherche du bonheur) scritto dallo psichiatra François Lelord nel 2002.

## Trama
Hector è uno psichiatra sempre più stanco della sua vita monotona. Vive con Clara, la sua fidanzata, alla quale racconta di sentirsi come un "impostore": offre consigli ai suoi pazienti per migliorare la loro vita, pur non avendo egli stesso assaggiato la propria fino in fondo. Così Hector decide una volta per tutte di rompere gli schemi, di uscire dalla sua vita piena di illusioni e governata da una tediosa routine per imbarcarsi in una sorta di missione globale, nella speranza di scoprire la formula segreta per raggiungere la vera felicità. Un viaggio che lo inizierà a una vita spensierata e ricca di avventure.

## Produzione
Il budget del film è stato di circa 9 milioni di sterline.

## Distribuzione
Il primo trailer del film viene diffuso il 7 febbraio 2014.
La pellicola è stata distribuita nelle sale cinematografiche britanniche a partire dal 15 agosto 2014 e in quelle statunitensi dal 19 settembre 2014.

## Riconoscimenti
- 2014 - Golden Trailer Awards
  - Miglior trailer di una commedia straniera